# 青城幽灵蛛
青城幽灵蛛（学名：Pholcus qingchengensis），一种于中华人民共和国四川省都江堰市青城山发现的蜘蛛，隶属于幽灵蛛科幽灵蛛属。本种的雄性触肢器具有与关氏幽灵蛛（Pholcus guani）相似的钩状突，但青城幽灵蛛雄性触肢转节距呈铲状，跗前突具一钉状突起，螯肢前面中部具2个突起。